# Augustin (canción)

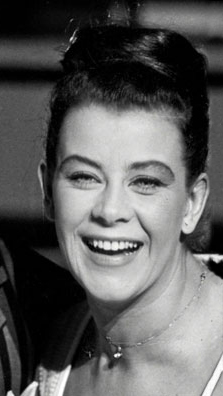
Brita Borg, intérprete de la canción, entre 1960 y 1961.

«Augustin» es una canción compuesta por Harry Sandin e interpretada en sueco por Brita Borg. Se lanzó como sencillo en febrero de 1959 mediante Knäppupp. Fue elegida para representar a Suecia en el Festival de la Canción de Eurovisión de 1959 tras ganar la final nacional sueca, Säg det med musik: Stora Schlagertävlingen.

## Festival de la Canción de Eurovisión 1959

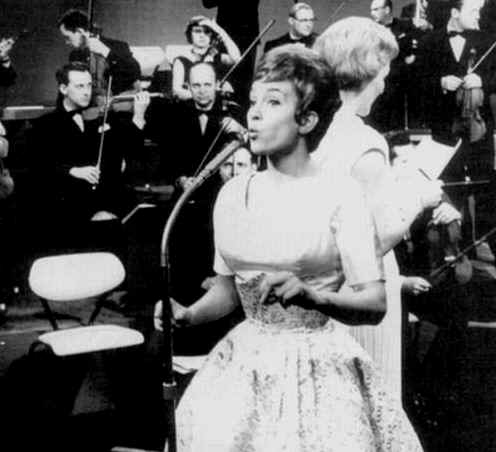
La artista Siw Malmkvist interpretando "Agustin" en el Festival de la Canción de Eurovisión 1959

### Selección
«Augustin» calificó para representar a Suecia en el Festival de la Canción de Eurovisión 1959 tras ganar la final nacional sueca, Säg det med musik: Stora Schlagertävlingen, donde fue interpretada por Siw Malmkvist.

### En el festival
La canción participó en el festival celebrado en el Palacio de Festivales y Congresos de Cannes el 11 de marzo de 1959, siendo interpretada por la cantante sueca Brita Borg. La orquesta fue dirigida por Franck Pourcel.
Fue interpretada en séptimo lugar, siguiendo a Alemania con Alice e Ellen Kessler interpretando «Heute Abend wollen wir tanzen geh'n» y precediendo a Suiza con Christa Williams interpretando «Irgendwoher». Al final de las votaciones, la canción recibió 4 puntos, obteniendo el noveno puesto de 11 junto a Austria.